# Alain Gaspoz
Alain Gaspoz (ur. 16 maja 1970 w Bagnes) – beniński piłkarz grający na pozycji obrońcy.

## Kariera klubowa
Gaspoz urodził się w Szwajcarii w rodzinie pochodzenia benińskiego. Karierę piłkarską rozpoczął w klubie FC Fribourg i w 1989 roku zadebiutował w jego barwach w trzeciej lidze. Od 1991 do 1992 roku grał w ES Malley, a latem 1992 przeszedł do FC Sankt Gallen i przez rok występował w pierwszej lidze szwajcarskiej. Następnie wrócił do Fryburga, a w sezonie 1994/1995 grał w drugoligowym FC Winterthur.
Od 1995 roku Gaspoz ponownie zaczął grać w pierwszej lidze Szwajcarii. Został wówczas zawodnikiem zespołu FC Sion. W 1996 i 1997 roku zdobył ze Sionem Puchar Szwajcarii. W 1998 roku przeszedł do AC Lugano, a latem 1999 roku ponownie zmienił klub i przeszedł do FC Zürich. W zespole z Zurychu zadebiutował 7 listopada 1999 w meczu z Lausanne Sports (2:2). Na początku 2000 roku wrócił do Lugano, którego był zawodnikiem do 2002 roku.
Kolejnym klubem w karierze Gaspoza było Servette FC, w którym po raz pierwszy wystąpił 6 lipca 2002 w spotkaniu z SR Delémont (0:2). W 2003 roku odszedł z Servette do FC Aarau (debiut: 16 lipca 2003 w zremisowanym 1:1 meczu z FC Thun). W latach 2004–2007 Gaspoz ponownie grał w FC Sion i w 2006 roku zdobył z nim kolejny krajowy puchar. W sezonie 2007/2008 był piłkarzem FC Bagnes i w jego barwach zakończył karierę.
| Sezon   | Klub            | Kraj       | Rozgrywki      | Mecze | Bramki |
| ------- | --------------- | ---------- | -------------- | ----- | ------ |
| 1989/90 | FC Fribourg     | Szwajcaria | III liga       | 1     | 0      |
| 1990/91 | FC Fribourg     | Szwajcaria | III liga       | 32    | 2      |
| 1991/92 | ES Malley       | Szwajcaria | III liga       | 30    | 2      |
| 1992/93 | FC Sankt Gallen | Szwajcaria | Nationalliga A | 24    | 0      |
| 1993/94 | FC Fribourg     | Szwajcaria | III liga       | 31    | 3      |
| 1994/95 | FC Winterthur   | Szwajcaria | Nationalliga B | 25    | 5      |
| 1995/96 | FC Sion         | Szwajcaria | Nationalliga A | 20    | 0      |
| 1996/97 | FC Sion         | Szwajcaria | Nationalliga A | 32    | 0      |
| 1997/98 | FC Sion         | Szwajcaria | Nationalliga A | 13    | 0      |
| 1998/99 | AC Lugano       | Szwajcaria | Nationalliga A | 19    | 2      |
| 1999/00 | FC Zürich       | Szwajcaria | Nationalliga A | 6     | 1      |
| 1999/00 | AC Lugano       | Szwajcaria | Nationalliga A | 15    | 1      |
| 2000/01 | AC Lugano       | Szwajcaria | Nationalliga A | 29    | 5      |
| 2001/02 | AC Lugano       | Szwajcaria | Nationalliga A | 31    | 4      |
| 2002/03 | Servette FC     | Szwajcaria | Nationalliga A | 27    | 1      |
| 2003/04 | FC Aarau        | Szwajcaria | Super League   | 26    | 0      |
| 2004/05 | FC Sion         | Szwajcaria | Super League   | 23    | 1      |
| 2005/06 | FC Sion         | Szwajcaria | Super League   | 28    | 2      |
| 2006/07 | FC Sion         | Szwajcaria | Super League   | 30    | 0      |
| 2007/08 | FC Bagnes       | Szwajcaria | Regionalliga   | ?     | ?      |

## Kariera reprezentacyjna
W reprezentacji Beninu Gaspoz zadebiutował w 2003 roku. W 2004 roku zagrał we 2 spotkaniach Pucharu Narodów Afryki 2004: z Republiką Południowej Afryki (0:2) i z Marokiem (0:4). W 2008 roku był podstawowym zawodnikiem Beninu w Pucharze Narodów Afryki 2008 i wystąpił w 3 meczach: z Mali (0:1) i z Wybrzeżem Kości Słoniowej (1:4) i z Nigerią (0:2).